# Mercheașa, Brașov
Mercheașa, (în dialectul săsesc Streitfert, Štret'tfert, în germană Streitfort, Steritforth, în maghiară Mirkvásár), este un sat în comuna Homorod din județul Brașov, Transilvania, România. Mercheașa se află la o distanță de 11 km de Rupea. Pe teritoriul său se află cel mai bătrân stejar din România, care, potrivit specialiștilor, are o vechime de peste 900 de ani.

## Localizare
Este învecinat la nord cu satul Jimbor, la sud cu comuna Homorod (de care aparține administrativ), iar la sud-vest cu comuna Cața.

## Date geologice
În subsolul localității se găsește un masiv de sare. Tradiția exploatării apei sărate de către localnici (din fântâni special amenajate) și a folosirii acesteia în gospodării s-a păstrat în aceasta zonă până în prezent.

## Monumente
- Vezi și Biserica fortificată din Mercheașa

Biserica Evanghelică-Luterană fortificată a fost construită în secolul al XIII-lea ca bazilică în stil romanic. A suferit ulterior modificări importante. Ridicarea fortificațiilor a transformat lăcașul de cult într-un loc de refugiu pentru locuitori. În prezent mai păstrează rămășițe de picturi murale și un crucifix de peste 1,5 m datat din perioada tranziției de la gotic la renaștere. Tot din Mercheașa provine și o troiță cu Iisus Hristos cu înălțimea de 2 metri, lucrată manual,care acum se află la Muzeul de Istorie din București. În sat există un gorun estimat a avea 900 de ani, fiind considerat cel mai bătrân arbore din România.

## Personalități
- Helmut Sadler (1921-2017), compozitor
- Traian Oancea (n. 1922), medic chirurg, profesor de medicină

## Galerie de imagini

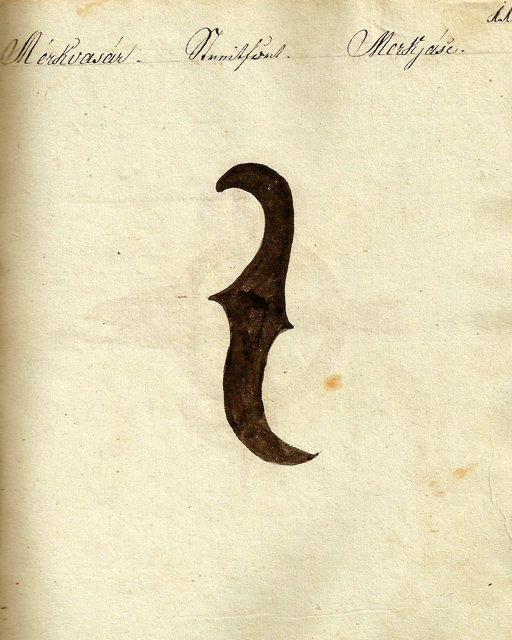
1826 - Danga pentru vitele din Mercheașa
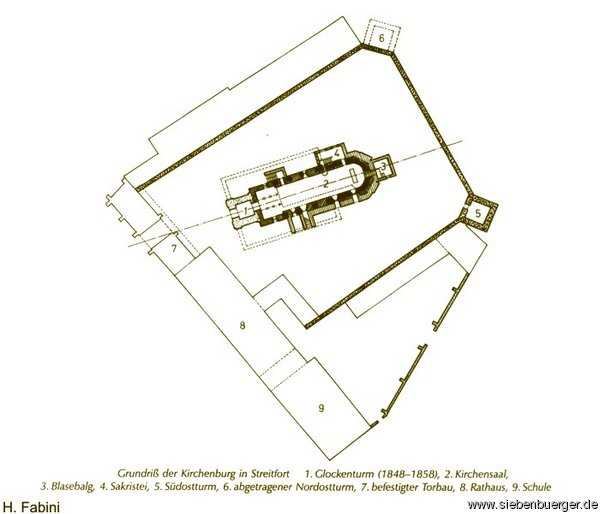
Planul ansamblului fortificat
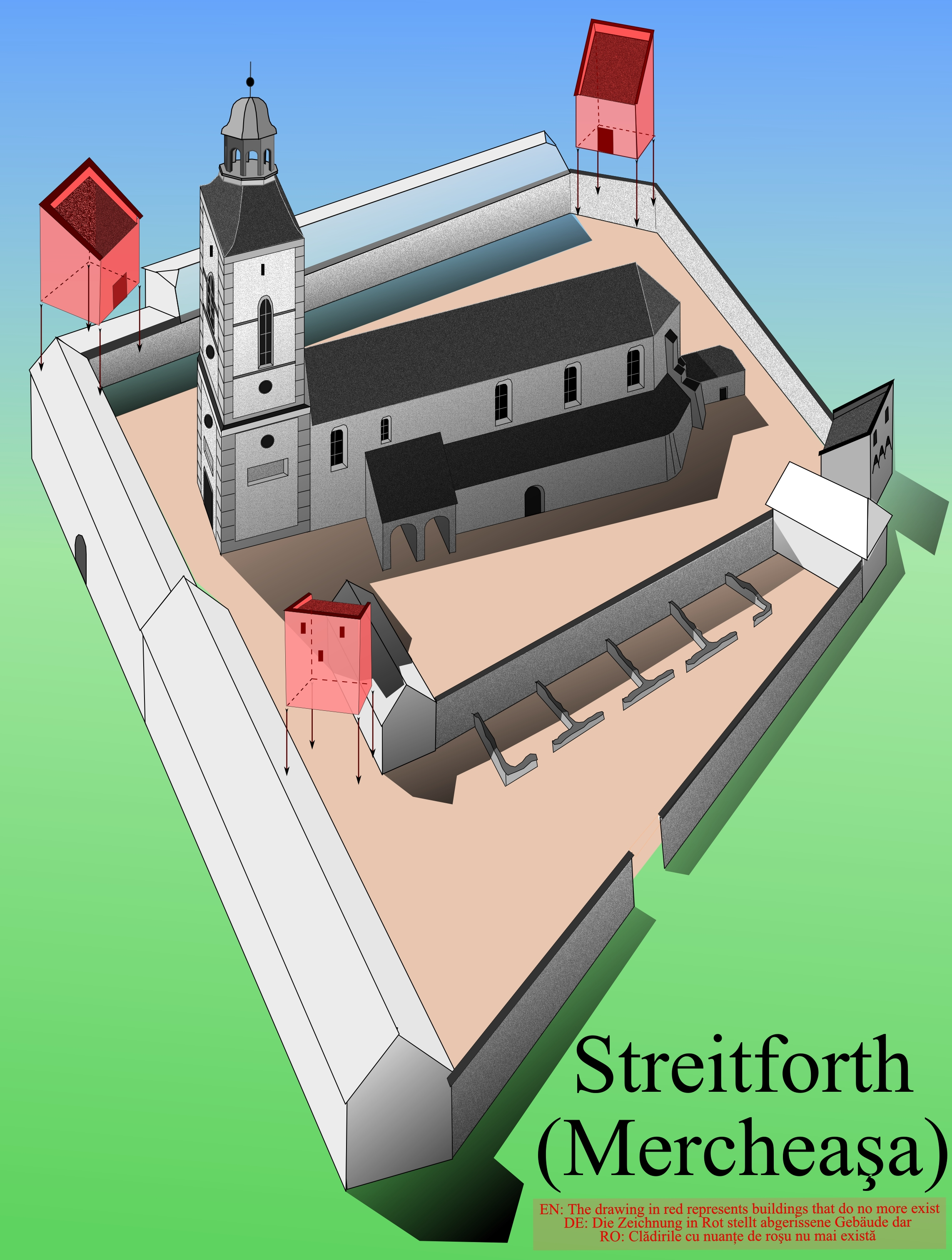
Biserica evanghelica fortificata
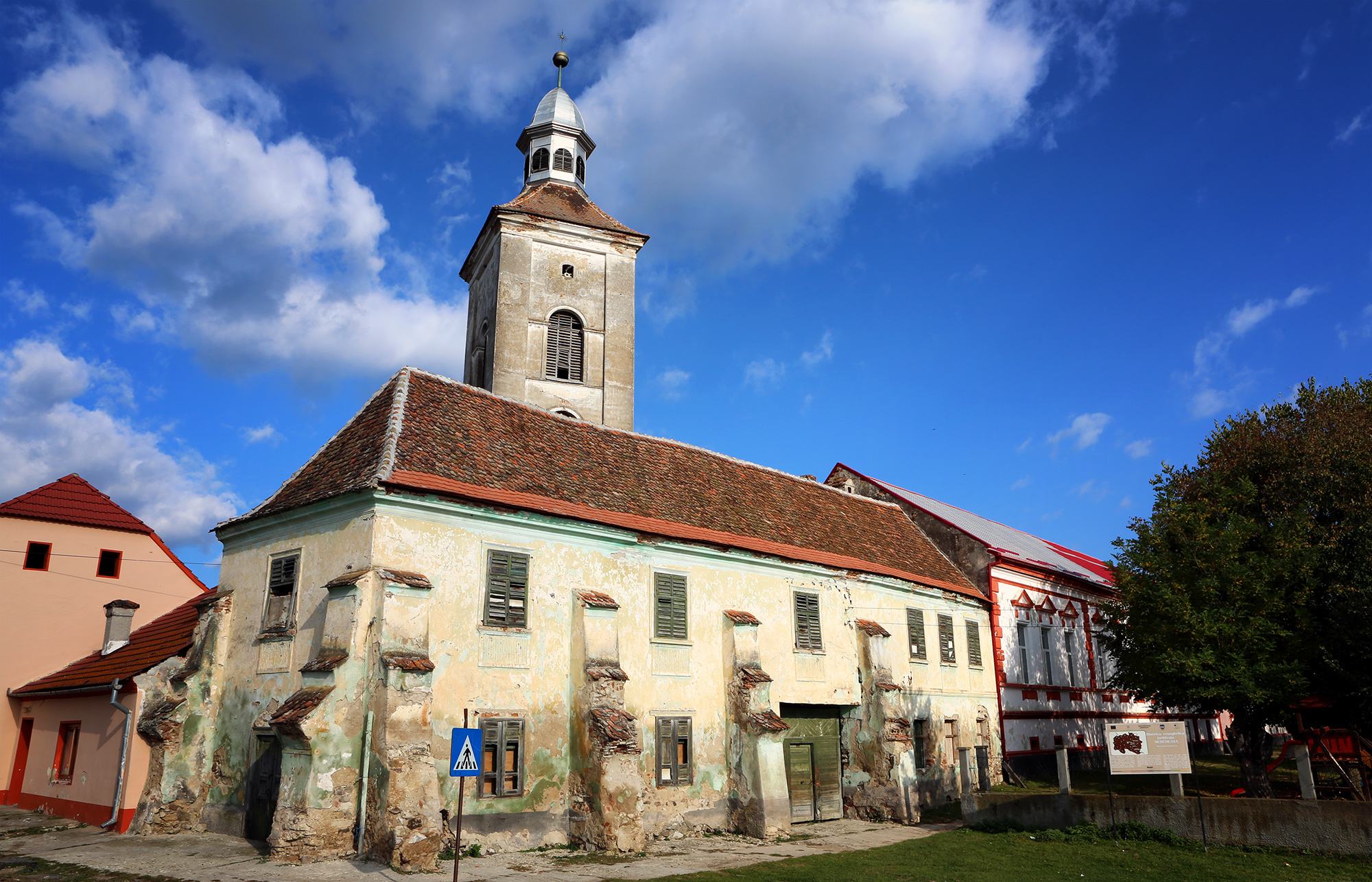
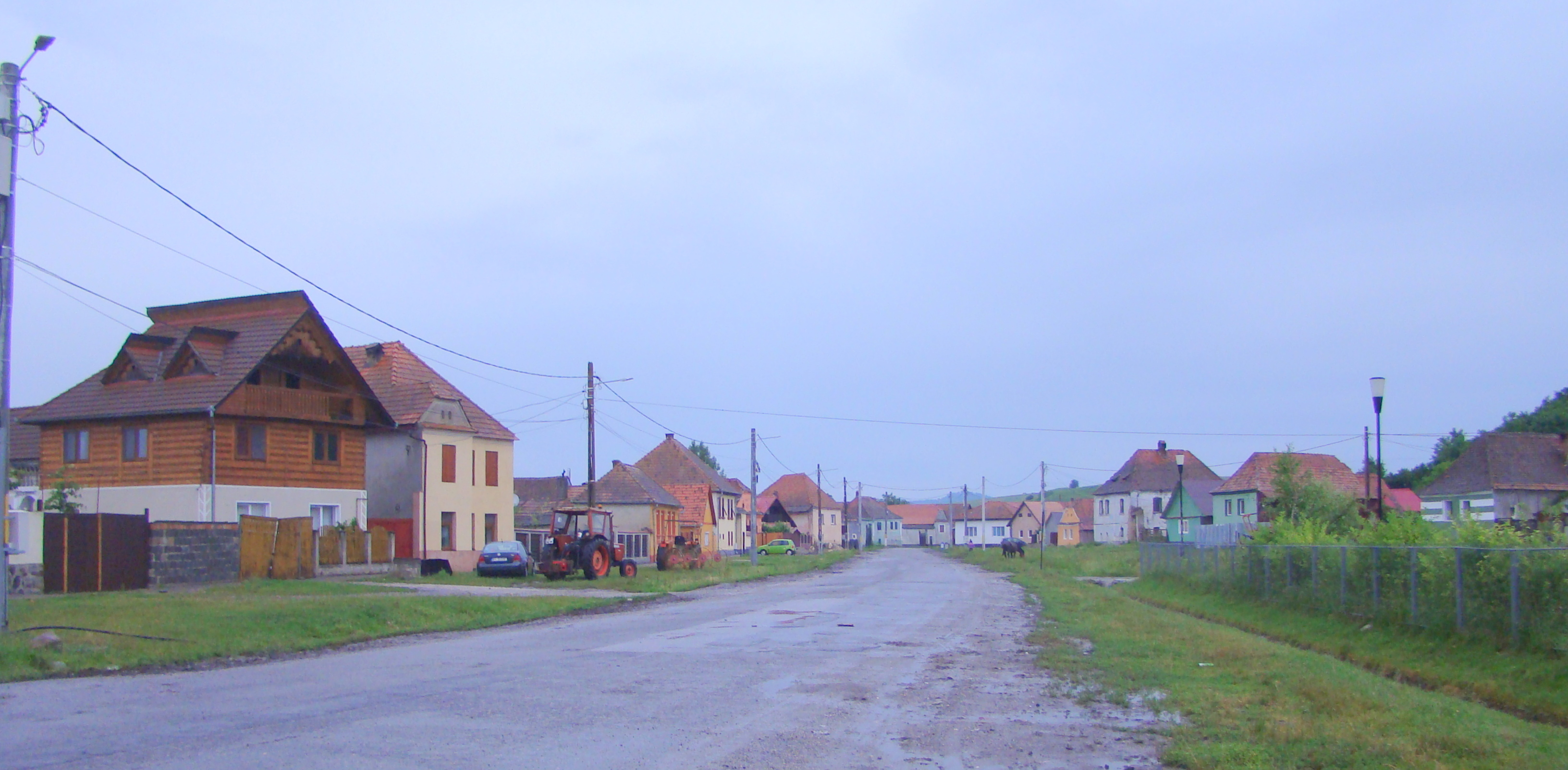
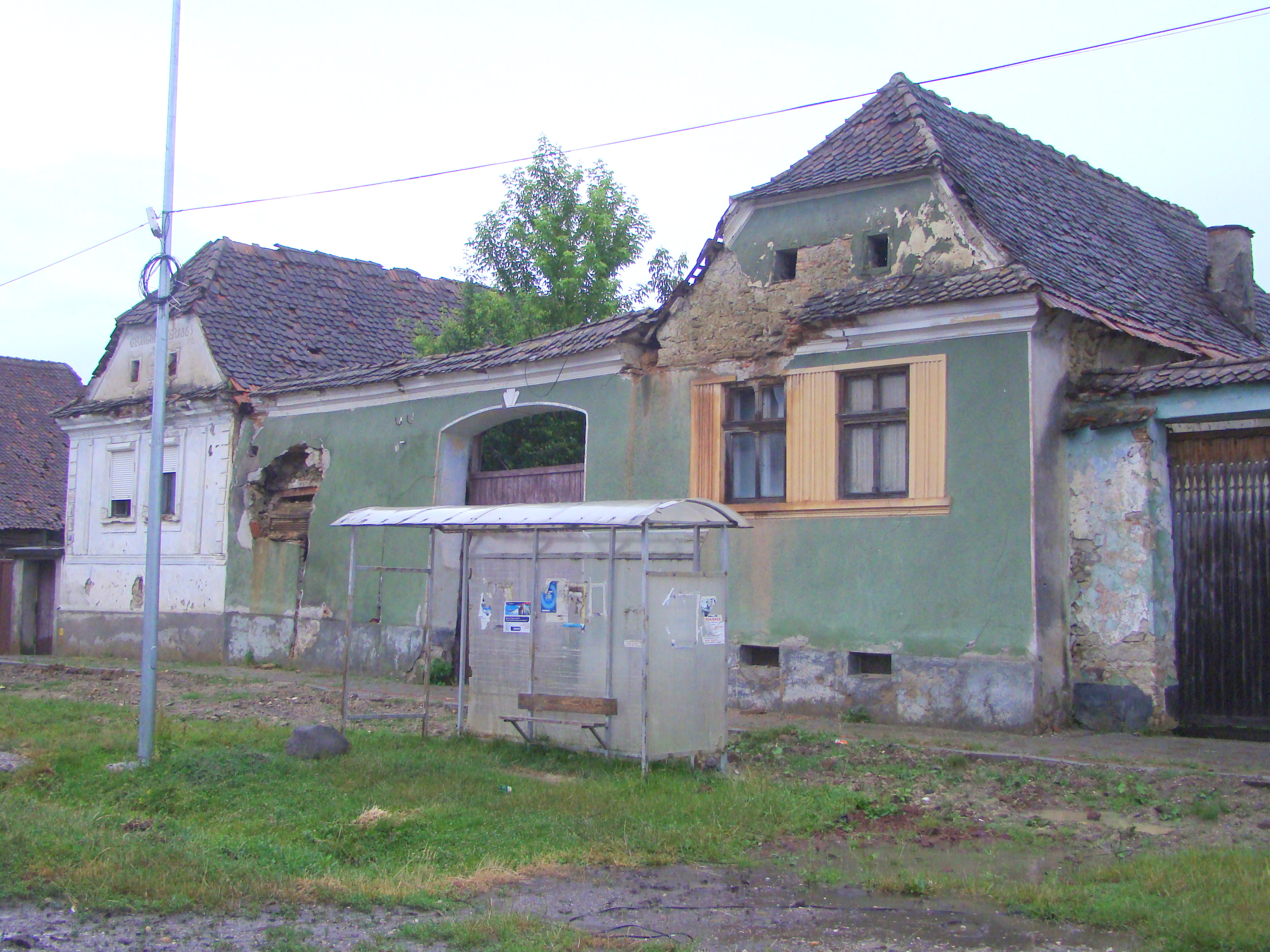
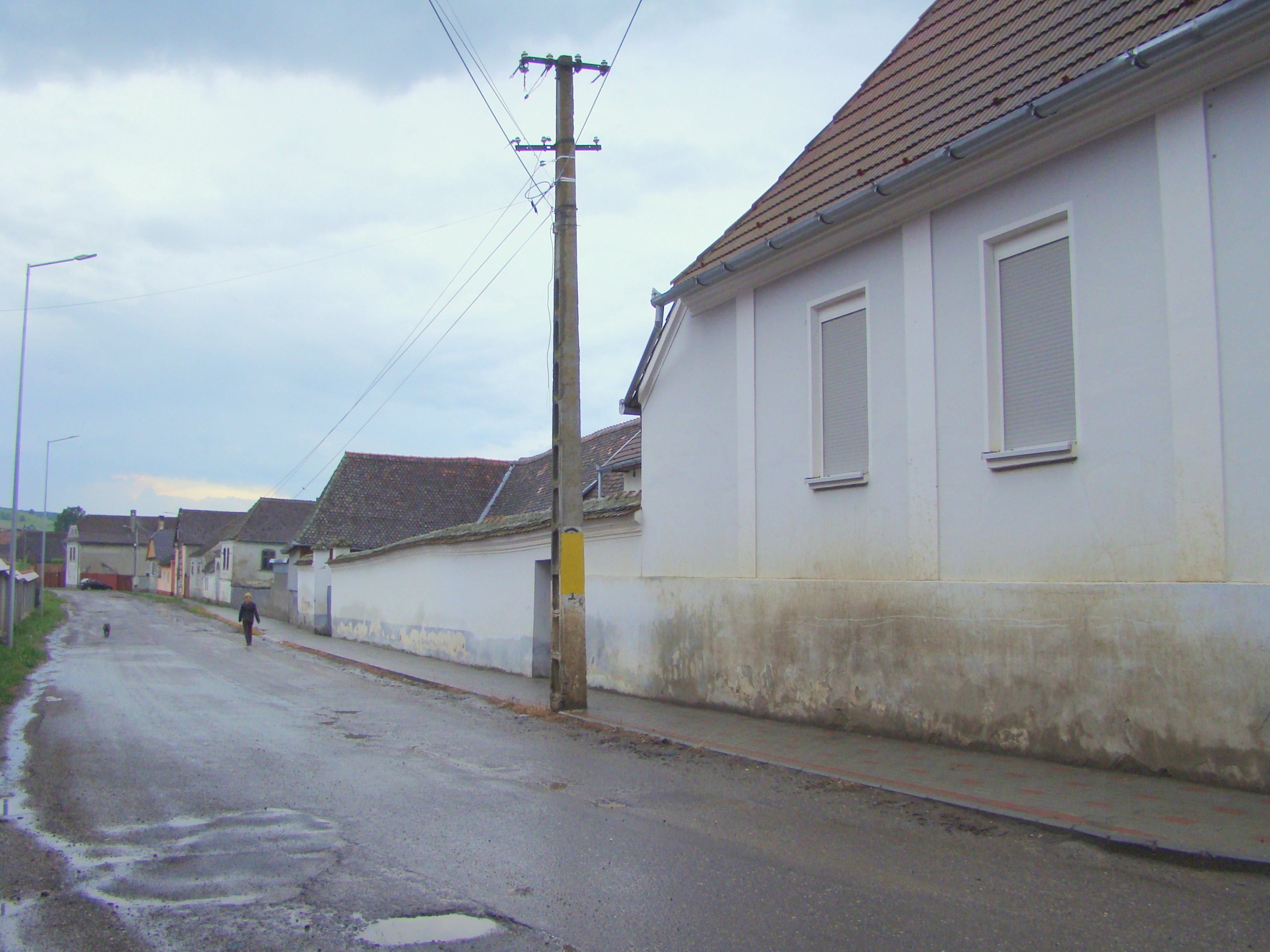
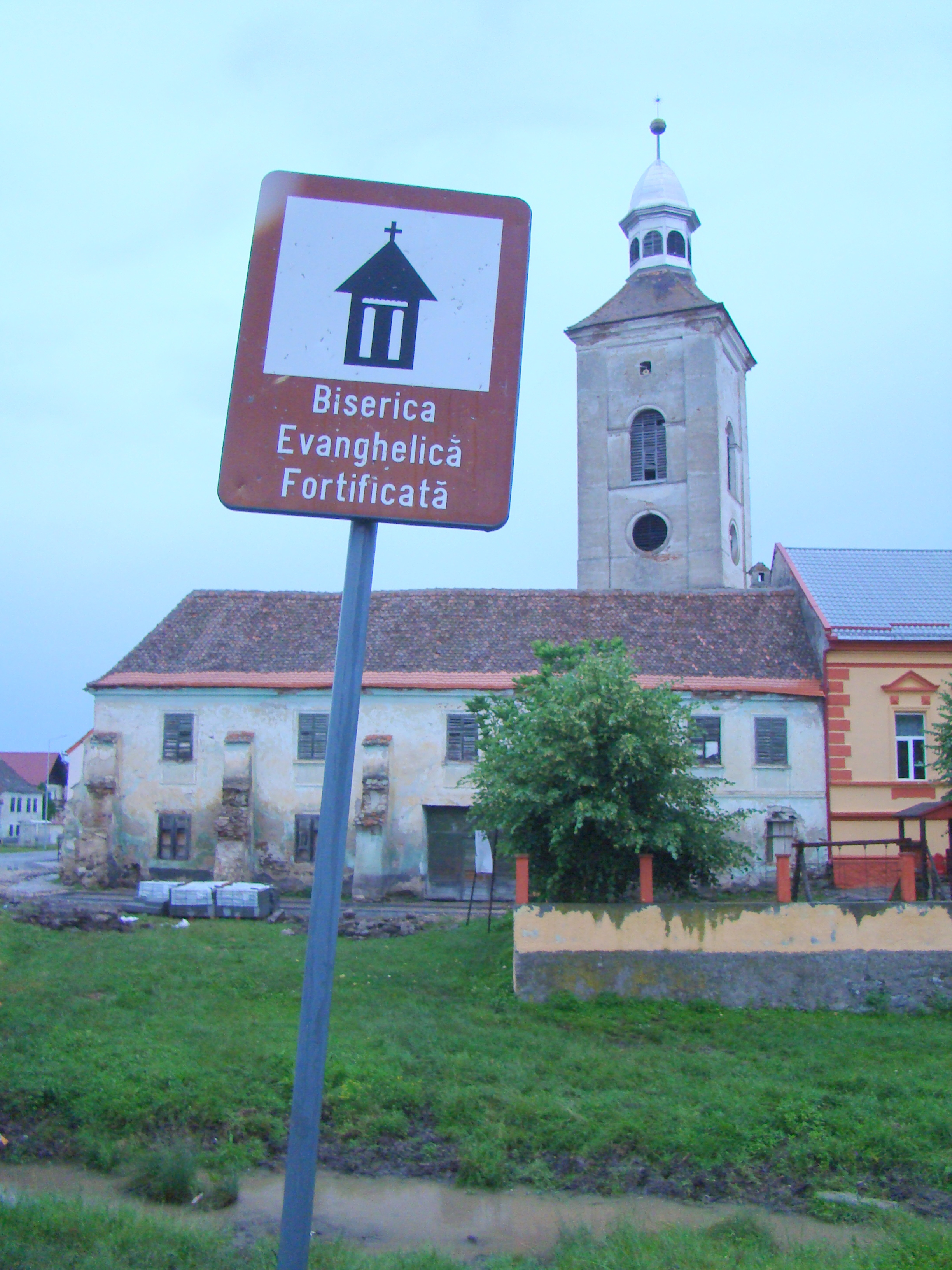
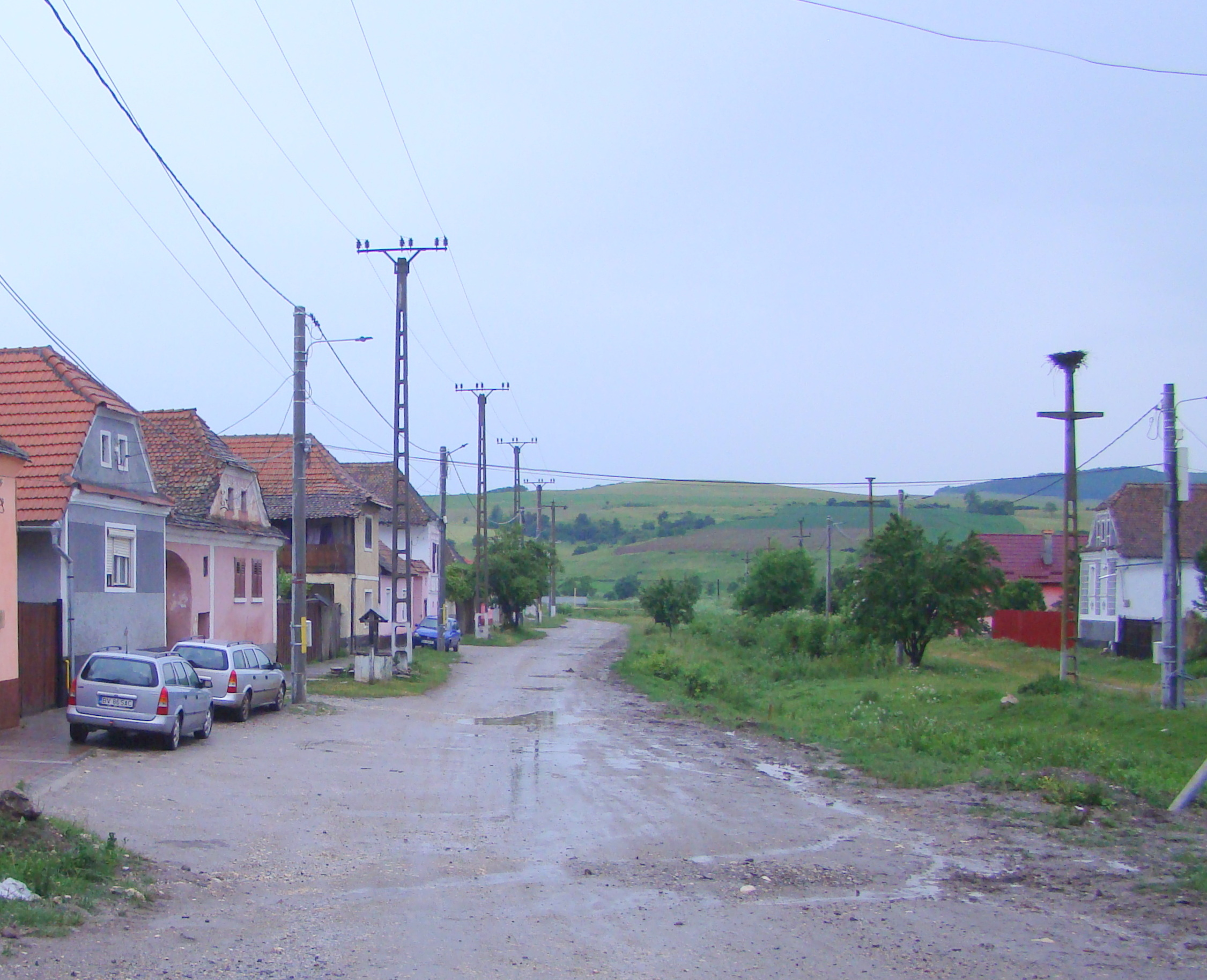
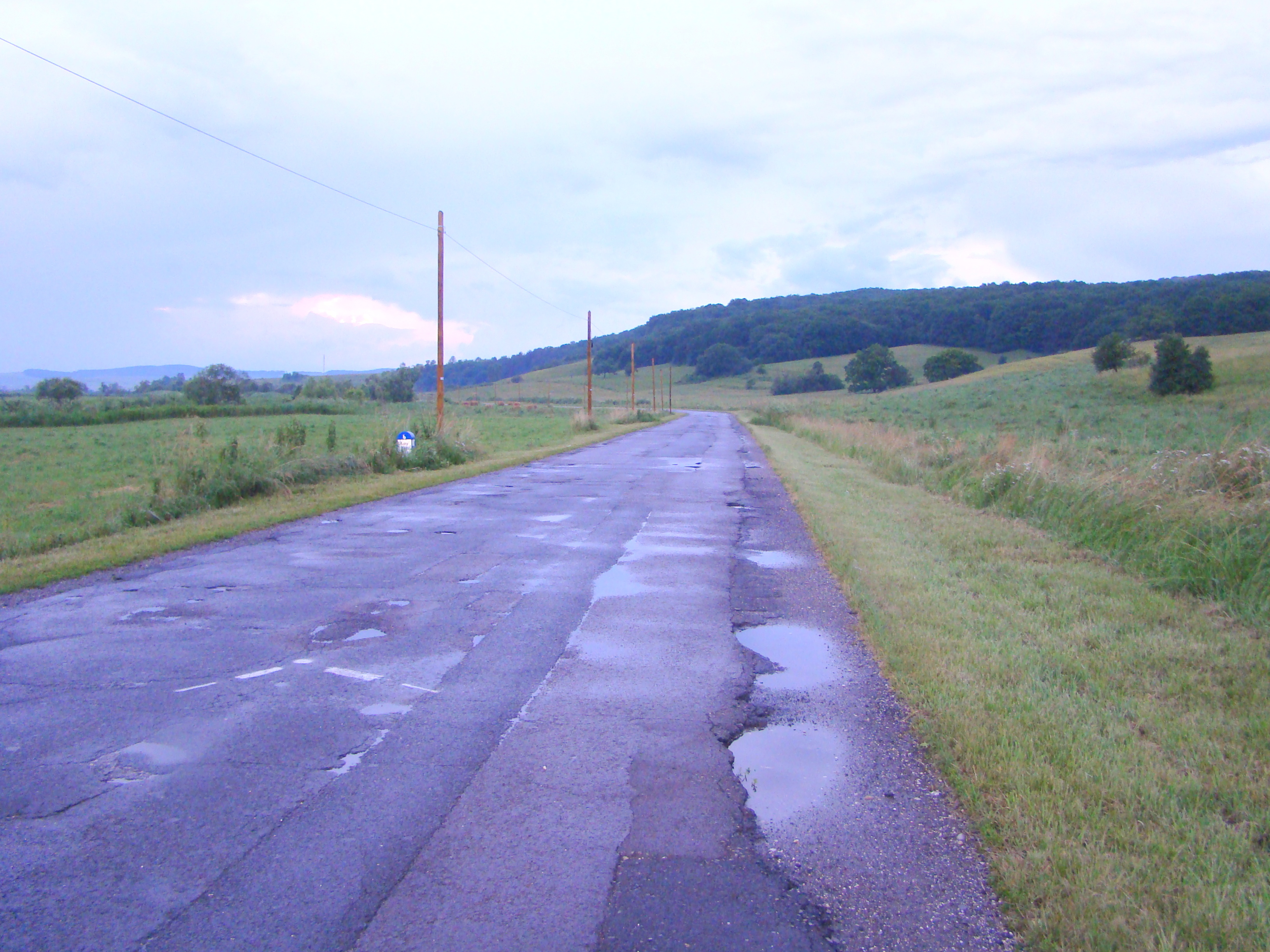
Drumul, de foarte proastă calitate, Mercheașa-Homorod